# Doris Kunstmann

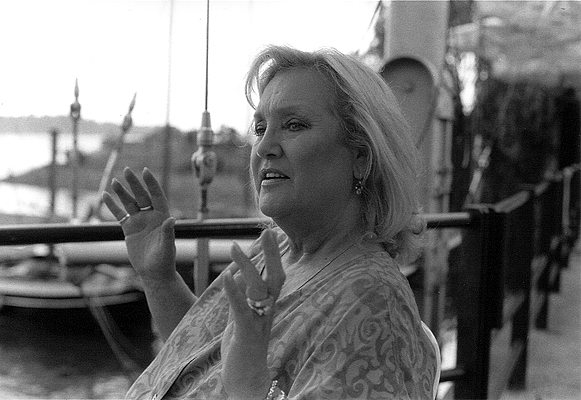
Doris Kunstmann (2008)

Doris Kunstmann (* 22. Oktober 1941 in Hamburg) ist eine deutsche Schauspielerin und Hörspielsprecherin. Seit 1953 stand sie in über 150 Film- und Fernsehproduktionen vor der Kamera und wirkte in etlichen Theaterinszenierungen. Ihren Durchbruch hatte sie 1968 als Nora in Ugo Liberatores Das Geschlecht der Engel.

## Leben

### Herkunft und Ausbildung
Doris Kunstmann stammt aus einer Künstlerfamilie. Ihre Eltern waren die Schauspielerin und Grafikerin Erika Kunstmann und der Produzent Georg Thiess. Sie wuchs bei ihren Großeltern auf und besuchte ab ihrem zehnten Lebensjahr das Nordsee-Internat in Sankt Peter-Ording. Bereits während ihrer Schulzeit entwickelte Kunstmann das Interesse am Schauspiel durch Aufführungen am Schultheater und ließ sich nach der Mittleren Reife auf Anraten des Schauspielers Joseph Offenbach in Hamburg im Schauspielstudio von Hildburg Frese ausbilden.

### Theater
Ihr Bühnendebüt gab Kunstmann bereits während ihrer Schauspielausbildung. Sie gastierte in der Spielzeit 1961/62 am Stadttheater Cuxhaven und am ETA Hoffmann Theater in Bamberg. Ihr erstes festes Engagement erhielt sie 1962 am Hamburger Jungen Theater. Weitere Festanstellungen schlossen sich von 1962 bis 1965 mit dem Thalia Theater Hamburg und im Jahr 1966 am Theater an der Leopoldstraße in München an. Seit 1985 ist sie kontinuierlich mit verschiedenen klassischen und modernen Bühnenstücken mit der Konzertdirektion Landgraf und dem Tournee-Theater Thespiskarren auf Theatertournee, so war sie unter anderem ab 1985 in Jean-Paul Sartres Drama Die Fliegen als Elektra zu sehen, ab 1997 regelmäßig als Kinderkrankenstationsärztin („Dame in Rosa“) in dem Ein-Personen-Stück Oskar und die Dame in Rosa und ab 2024 mit der gegen Rassismus gerichtete Bühnenadaption Miss Daisy und ihr Chauffeur nach dem gleichnamigen Film von 1989, wo sie an der Seite von Ron Williams als jüdische Südstaatenlady Miss Daisy Werthan eine der beiden Titelrollen spielt. Ihr komödiantisches Talent konnte sie als lebenslustige Rentnerin neben Peter Fricke in dem Mitte Mai 2011 an der Komödie Düsseldorf uraufgeführten und von Matthias Freihof inszenierten Zweipersonenstück Möwe und Mozart nach einer Vorlage von Peter Limburg, das über mehrere Jahre in verschiedenen Städten aufgeführt wurde, auf der Bühne zeigen.

### Film, Fernsehen und Hörspiel
1953 trat Kunstmann als junges Mädchen Sally unter der Regie von Hans Lietzau für den Fernsehfilm Vergessene Gesichter erstmals vor die Kamera. Zehn Jahre später debütierte sie auch auf der Kinoleinwand in einer Nebenrolle in dem Dokumentar-Spielfilm Sie fanden ihren Weg. Der endgültige Durchbruch als Filmschauspielerin gelang Kunstmann 1968 als Nora in Ugo Liberatores Das Geschlecht der Engel, woraus eine enge Freundschaft mit dem italienischen Regisseur erwuchs; mit ihm drehte sie außerdem Bora Bora (1968) und Lovemaker (1969).
1971 besetzte sie Regisseur Alfred Vohrer neben Alain Noury, Horst Tappert und Judy Winter als Irene Waldegg in einer der Hauptrolle in der Johannes-Mario-Simmel-Verfilmung Und Jimmy ging zum Regenbogen. Zwei Jahre später war sie neben Harald Leipnitz erneut unter der Regie von Vohrer mit Alle Menschen werden Brüder als Lillian Lombard in einer weiteren Simmel-Verfilmung zu sehen. Größere Aufmerksamkeit erhielt auch ihre Darstellung der Elisabeth Kovacs in Johannes Schaafs vielfach preisgekrönten Filmdrama Trotta (1971), das auf dem Roman Die Kapuzinergruft des österreichischen Autors Joseph Roth basiert.
Kunstmann arbeitete wiederholt mit renommierten Regisseuren wie Doris Dörrie (Happy Birthday, Türke!, 1991), Sherry Hormann (Frauen sind was Wunderbares, 1994) und Michael Haneke (Funny Games, 1997) zusammen. 2004 sah man Kunstmann als Frau Pfeffer neben Hape Kerkeling in der Filmkomödie Samba in Mettmann und als Nachtclubbetreiberinin Rita in der Verwechslungskomödie Eine zweimalige Frau an der Seite von Christine Neubauer.
Neben ihrer Mitwirkung in zahlreichen Kino- und Fernsehfilmen übernimmt sie regelmäßig Gastrollen in Fernsehserien und -reihen. Neben zahlreichen Auftritten in populären Krimiserien wie Derrick, Sonderdezernat K1, Ein Fall für zwei, Adelheid und ihre Mörder, Commissario Laurenti oder mehrfach im Tatort sah man sie in Serien wie Das Traumschiff, Freunde fürs Leben, Die Anstalt – Zurück ins Leben, Alles über Anna oder der Telenovela Rote Rosen. Kunstmann spielt auch mehrere feste und wiederkehrende Rollen in Film- und Fernsehreihen. Von 2002 bis 2005 war sie in der Sat.1-Serie Edel & Starck in der Rolle der Richterin Kreutzer zu sehen. Seit 2004 verkörpert sie als Hildegard Marquardt die Mutter der Verwaltungsdirektorin Sarah Marquardt (Alexa Maria Surholt) in der ARD-Krankenhausserie In aller Freundschaft. Von 2012 bis 2014 übernahm sie sie die Rolle der Oma Leni in der Jugend-Krimiserie Die Pfefferkörner. Seit 2021 spielt sie die durchgehende Rolle der Kassiererin Frau Jensen in der Mockumentary-Serie Die Discounter.
1975 wurde Kunstmann von der Programmzeitschrift Hörzu die Goldene Kamera verliehen. Sie betätigt sich auch als Hörspielsprecherin, so sprach sie beispielsweise Nadine Gordimers Roman Ein Mann von der Straße (2001) und die erotischen Geschichten Bitte streicheln Sie hier (2004). Das Hörspiel zu Die Meute der Mórrígan von Pat O’Shea mit ihr in der Titelrolle wurde als „Hörspiel des Monats Dezember 2001“ ausgezeichnet.

### Privates
Doris Kunstmann lebte von 1967 bis 1970 in Rom, wo sie mit dem Regisseur Ugo Liberatore zusammen lebte und mit ihm in drei Jahren drei Filme drehte. Danach lebte sie kurzzeitig in München. 1976 heiratete sie den Kaufmann Michael Fuhrmann, der mit ihr in der Titelrolle einen aufwendig produzierten Marlene-Dietrich-Film realisieren wollte. Dabei verschuldete sich Fuhrmann und wurde später zu einer Gefängnisstrafe verurteilt; Kunstmann hatte gebürgt und musste für die Millionenschulden gerade stehen. Aus dieser Ehe entstammt ein Sohn, der AfD-Politiker Marc-Manuel Kunstmann (* 1977). Kunstmann lebt seit 1978 in Hamburg-Rotherbaum.
Im November 2024 enthüllte Kunstmann in einer Ausgabe der NDR Talk Show, dass sie nicht 1944 geboren wurde, sondern 1941. Sie ist also in Wirklichkeit drei Jahre älter, als sie sich jahrelang ausgab.

## Filmografie

### Filme
- 1953: Vergessene Gesichter
- 1963: Was soll werden, Harry?
- 1967: Heißes Pflaster Köln
- 1967: Stunde der Nachtigallen
- 1968: Das Geschlecht der Engel (Il sesso degli angeli)
- 1969: Deine Zärtlichkeiten
- 1971: Und Jimmy ging zum Regenbogen
- 1971: Trotta
- 1971: Yester, der Name stimmt doch?
- 1972: Mitteilungen über eine Schuld
- 1972: Oscar Wilde (Fernsehdrama – Biografie)
- 1973: Alle Menschen werden Brüder
- 1973: Hitler – Die letzten zehn Tage (Hitler: The Last Ten Days)
- 1973: Die Gräfin von Rathenow
- 1973: Sieben Tote in den Augen der Katze
- 1973: Cagliostro (Joseph Balsamo)
- 1974: Ein ganz perfektes Ehepaar
- 1974: Der Schwierige
- 1975: Herbstzeitlosen
- 1975: Inside Out – Ein genialer Bluff (Inside Out)
- 1976: Könige sterben einsam (Le jeune homme et le lion) (Fernseh-Vierteiler)
- 1976: Die Brüder
- 1978: Die Eingeschlossenen
- 1980: Das Todesurteil (Wyrok śmierci)
- 1983: Die zweite Frau
- 1985: Der kleine Riese
- 1986: Die Fräulein von damals
- 1987: Der Schrei der Eule
- 1988: Ein Unding der Liebe
- 1991: Happy Birthday, Türke!
- 1994: Frauen sind was Wunderbares
- 1995: Der Blinde
- 1997: Napoleon Fritz
- 1997: Funny Games
- 1998: Der Todesbus
- 1999: Meine beste Feindin
- 2000: Hotel Elfie
- 2001: Männer sind zum Abgewöhnen
- 2001: Engel sucht Flügel
- 2002: Verrückt nach Paris
- 2003: Seventeen – Mädchen sind die besseren Jungs
- 2004: Samba in Mettmann
- 2004: Eine zweimalige Frau
- 2006: Kahlschlag
- 2007: Zwei Wochen Chef
- 2008: Friedliche Zeiten
- 2009: Woran dein Herz hängt
- 2009: Mord ist mein Geschäft, Liebling
- 2009: Tierisch verliebt
- 2011: Polnische Ostern
- 2011: Der Himmel hat vier Ecken
- 2018: Matti und Sami und die drei größten Fehler des Universums
- 2020: Das Gesetz sind wir
- 2024: Die Polizistin und die Sprache des Todes
- 2025: Die Kinderschwindlerin

### Fernsehserien und -reihen
- 1961: Oben und unten (Folge: Der Scheck)
- 1963: Hafenpolizei (Folge: Der Strandkorbdieb)
- 1968: Polizeifunk ruft (Folge: Handgeknüpfte Teppiche)
- 1975: Derrick (Folge: Pfandhaus)
- 1976: Derrick (Folge: Tote Vögel singen nicht)
- 1977: Orzowei (13 Folgen)
- 1980: Tatort: Schußfahrt
- 1981: Der Gerichtsvollzieher (Folge: Gegen den Wind kann man nicht Klavier spielen)
- 1981: Das Traumschiff – Dominikanische Republik
- 1982: Sonderdezernat K1 (Folge: Tödlicher Ladenschluss)
- 1983: Der Alte (Folge: Kalt wie Diamant)
- 1983: Nesthäkchen (6 Folgen)
- 1988: Waldhaus (Folgen: Das Konzert und Ein gutes Neues)
- 1989: Petticoat – Geschichten aus den Fünfzigern (6 Folgen)
- 1992–1994: Die Männer vom K3 (verschiedene Rollen, 2 Folgen)
- 1992: Freunde fürs Leben (Folge: Pillenglück)
- 1993: Wolffs Revier (Folge: Die Spinne)
- 1993: Clara (2 Folgen)
- 1994: Tatort: Der Rastplatzmörder
- 1995: Tatort: Der König kehrt zurück
- 1996: Auf eigene Gefahr (7 Folgen)
- 1996: Adelheid und ihre Mörder (Folge: Die schöne Lydia)
- 1996: Männer sind was Wunderbares (Folgen: Männer sind was Wunderbares und Etikettenschwindel)
- 1996: Ein Fall für zwei (Folge: Todesengel)
- 1997: Tatort: Das Totenspiel
- 1997: Rosa Roth – Berlin
- 1998: Ein Fall für zwei (Folgen: Die letzte Rate und Tod eines Leibwächters)
- 1998: Liebling Kreuzberg (Folge: Teure Zeugen)
- 1998: Schlosshotel Orth (Folge: Feng Shui)
- 1999: Alarm für Cobra 11 – Die Autobahnpolizei (Folge: Brennender Ehrgeiz)
- 2001: Dr. Sommerfeld – Neues vom Bülowbogen (Folge: Altes Herz wird wieder jung)
- 2001: Die Anstalt – Zurück ins Leben (Folge: Die Mutter meines Mannes)
- 2002: St. Angela (Folge: Wenn Träume wahr werden)
- 2002: Nikola (Folge: Die Ratte)
- 2002–2005: Edel & Starck (19 Folgen)
- 2003: Rosamunde Pilcher: Gewissheit des Herzens
- 2003: Sommernachtstod
- 2004–2020: Um Himmels Willen (Fernsehserie, 15 Episoden)
- 2004: Die Kommissarin (Folge: Heißes Grab)
- 2004: Typisch Sophie (8 Folgen)
- seit 2004: In aller Freundschaft (10 Folgen als Hildegard Marquardt)
- 2005: Großstadtrevier (Folge: Süßes Jenseits)
- 2006: Alles über Anna (3 Folgen)
- 2006: Tatort: Blutschrift
- 2006: Commissario Laurenti – Gib jedem seinen eigenen Tod
- 2008: Notruf Hafenkante (Folge: Einmal gewinnen)
- 2008–2009: Rote Rosen (Folgen 389–509, 539–585)
- 2010: SOKO Stuttgart (Folge: Todesengel)
- 2011: Doctor’s Diary (Folge: Herr Ober! Mein Happy-End ist kalt!)
- 2011: Polizeiruf 110: Cassandras Warnung
- 2012–2014: Die Pfefferkörner (17 Folgen)
- 2015: SOKO Donau (Folge: Letzte Vorstellung)
- 2015: Pälzisch im Abgang (2 Folgen)
- 2015–2019: Jennifer – Sehnsucht nach was Besseres (7 Folgen)
- 2016–2021: Morden im Norden (Folgen: Am Limit, Freier Fall)
- 2019: Prost Mortem – Die letzte Runde (4 Folgen)
- 2019: Heldt (Folge: Der längste Tag)
- 2021: Die Chefin (Folge: Spender 5634)
- seit 2021: Die Discounter (als Frau Jensen)

## Hörspiele und Hörbücher (Auswahl)
- 2001: Die Meute der Mórrígan, Hörspiel (Die Morrigan)
- 2004: Bitte streicheln Sie hier, Hörbuch (gelesen von Doris Kunstmann)
- 2006: DiE DR3i – Die Pforte zum Jenseits, (Episode 2, Stimme von Dorothy Winter)
- 2006: Oskar und die Dame in Rosa, Stück von Éric-Emmanuel Schmitt